# 잔도공
잔도공(棧道工)은 험한 벼랑에 선반같은 길 잔도를 만드는 공사를 하는 사람을 말한다. 이 직업은 '목숨을 담보로 일한다'라는 말이 나올 정도로 위험하고, 전세계 중 오직 중국에만 존재하는 직업이다.

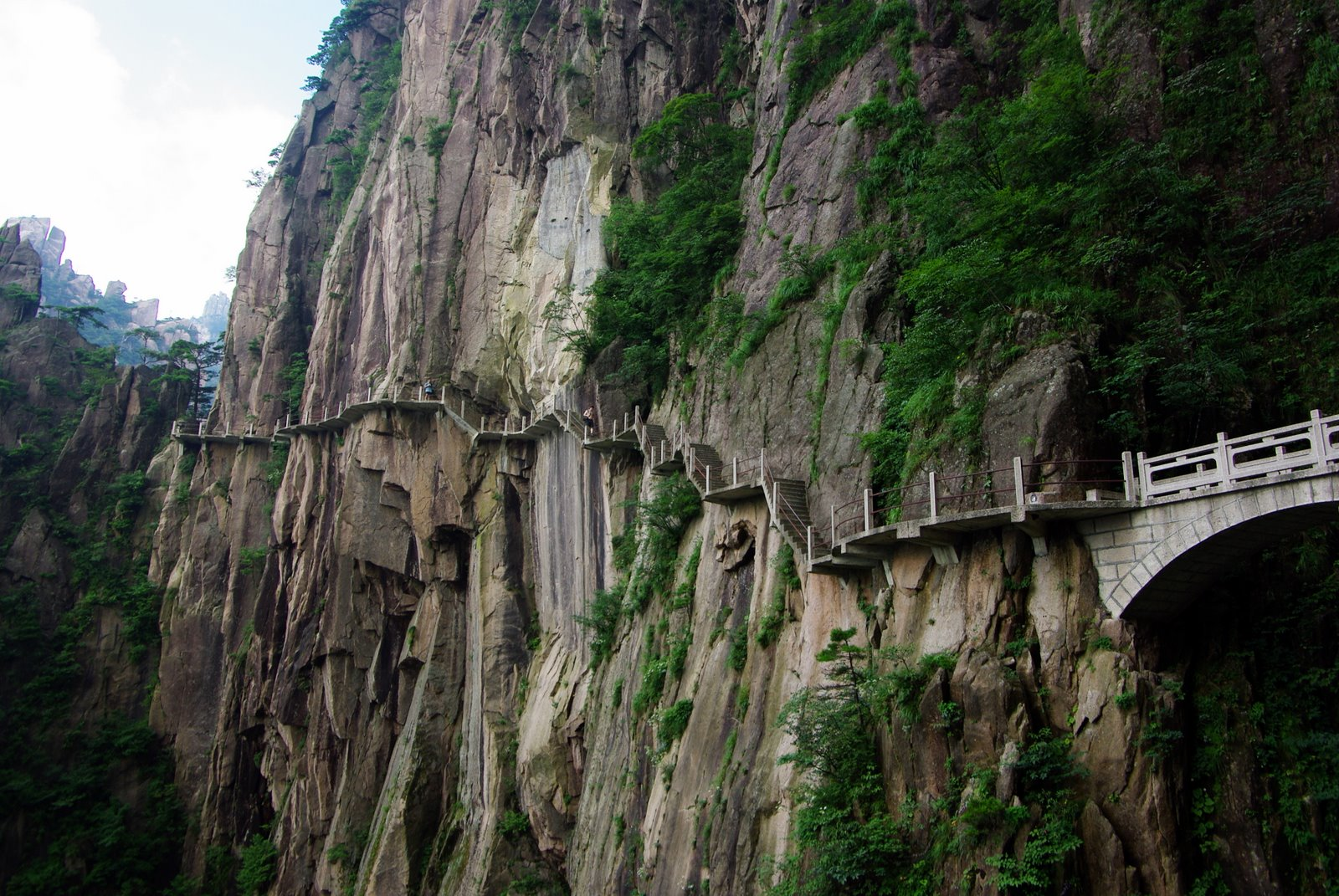
天下無山-2

## 잔도(棧道)
사람이 지나다닐 수 있도록 가파른 절벽 등을 따라 폭 1.5m 내외로 만들어 놓은 길이다. 잔도는 오직 인간의 힘으로만 만들어낸 경관이라고 볼 수 있다. 콘크리트, 널빤지, 유리 등 다양한 재질의 잔도가 존재한다. 관광업이 발전하면서 현재 잔도는 중국 각 유명 관광지의 주요 코스가 되었다.

## 하는 일
두손, 두발만이 도구인 끊임없이 반복되는 육체적 노동이다. 작업 현장은 해발 1,500m 이상의 깎아지른 절벽이고 발 디딜 곳은 폭 20cm 내외의 좁은 나무 판자 뿐이다. 안전 장비는 밧줄과 플라스틱 안전모가 전부이다. 잔도공들은 설계도를 보며 잔도를 만들기 위한 작업 공간인 임시 잔도를 만들어야 한다.

## 작업시간 및 급여
보통 하루 작업 시간은 아침 6시부터 오후 5시까지, 급여는 하루에 150~160위안(한화 약 26,000원) 정도다.

## 기타
- '무한도전-해외극한알바편'에 정형돈과 하하가 잔도공알바를 하려고 했다가 포기를 하고 가마꾼 알바를 하였다.[3]
- 비슷한 직업으로 절벽에 매달려 관광객들이 버린 쓰레기를 수거하는 잔도 청소공(환경미화원)이라는 직업이 있다. 절벽 아래로 내려가는 과정에 나뭇가지들이 많아 가는 길이 어렵고 뱀들도 수두룩하여 이 역시 위험한 직업이다.